# II. Hürkanosz Makkabeus
II. Hürkanosz Makkabeus (latinul: Hyrcanus), (?, i. e. 110 – ?, i. e. 30) zsidó király a Makkabeus-dinasztiából i. e. 67-től 66-ig, majd fejedelem 63-tól 40-ig.

## Uralkodása
Alexandrosz Janneosz Makkabeus és Alexandra Makkabeus idősebbik fia. Édesapja halála után (i. e. 76) nem közvetlenül ő, hanem édesanyja lépett a trónra, és csak az ő halála (i. e. 67) után lett fia Judea királya. A főpapi tisztséget ugyanakkor édesapja meghagyásából már i. e. 76-tól viselte. 1 évnyi uralkodás (i. e. 67-66) a király öccse, II. Arisztobulosz Makkabeus lett, Hürkanosz viszont továbbra is megtartotta a főpapi tisztséget.
Barátja, az edomita Antipater vette rá, hogy háborút kezdjen testvére ellen. Ehhez hozzájárulhatott az is, hogy ő a farizeusok pártját, míg fivére a saducceusokét támogatta. A háborúban kezdetben III. Aretas arab király is támogatta. A polgárháborút végül a kisázsiai és szíriai ügyeit rendező római Pompeius zárta le a két testvér kérésére. 
Pompeius rendeléséből az országról számos, zsidók által megszállott terület (pl. Samaria) le lett csatolva. A megmaradt részek uralkodója Hürkanosz lett, de nem királyként, hanem csak fejedelemként (ethnarcha), és bevezették a római adófizetési kötelezettséget is.  
A Pompeius és Iulius Caesar között belháború után a győztes Caesar meghagyta főpapként Hürkanoszt, és engedélyezte a zsidók szabad vallásgyakorlását (religio licita) is a Római Birodalom területén. A kormányzással viszont Hürkanosz barátját, Antipatert bízta meg procuratori tisztségben.
Hürkanosz már nem élte meg a Makkabeus-állam végét, i. e. 40-ban unokaöccse, II. Antigonosz Makkabeus megfosztotta tisztségétől. Állítólag a fülét is leharapta, hogy alkalmatlanná tegye a főpapságra. Hürkanosz a Pártus Birodalomba vitték fogolyként. 
Később, i. e. 36-ban az Antigonoszt legyőző Nagy Heródes visszahozatta Izraelbe, és nagy tisztelettel viseltetett irányába, de i. e. 30-ban egy összeesküvés miatt mégis megölette az akkor már 80 éves volt főpapot.

## Fordítás
- Ez a szócikk részben vagy egészben  a   Hyrcanus II című angol Wikipédia-szócikk fordításán alapul.  Az eredeti cikk szerkesztőit annak laptörténete sorolja fel. Ez a jelzés csupán a megfogalmazás eredetét és a szerzői jogokat jelzi, nem szolgál a cikkben szereplő információk forrásmegjelöléseként.